# Valdinferno
Valdinferno (Valdinfernu in dialetto garessino, Valdinfern in piemontese) è una frazione del comune di Garessio, in provincia di Cuneo.

## Toponimo
Anticamente chiamato col toponimo "Valle Ombrosa", la tradizione vuole che il nome "Valle d'Inferno" sia da attribuire a Napoleone Bonaparte il quale, avendo dovuto attraversare in inverno la zona con le sue truppe per tornare in Francia, l'abbia nominata così a causa delle torbiere che avrebbe visto bruciare nella valletta dove sorge la frazione oppure per il suo clima particolarmente freddo; Questa ipotesi è però storicamente infondata, essendo riportato già in un catasto del 1540 il toponimo "valle inferni". È forse  più probabile che il nome sia da collegare ai capricci meteorologici invernali e alle fatiche che gli abitanti dovevano affrontare quotidianamente.

## Caratteristiche

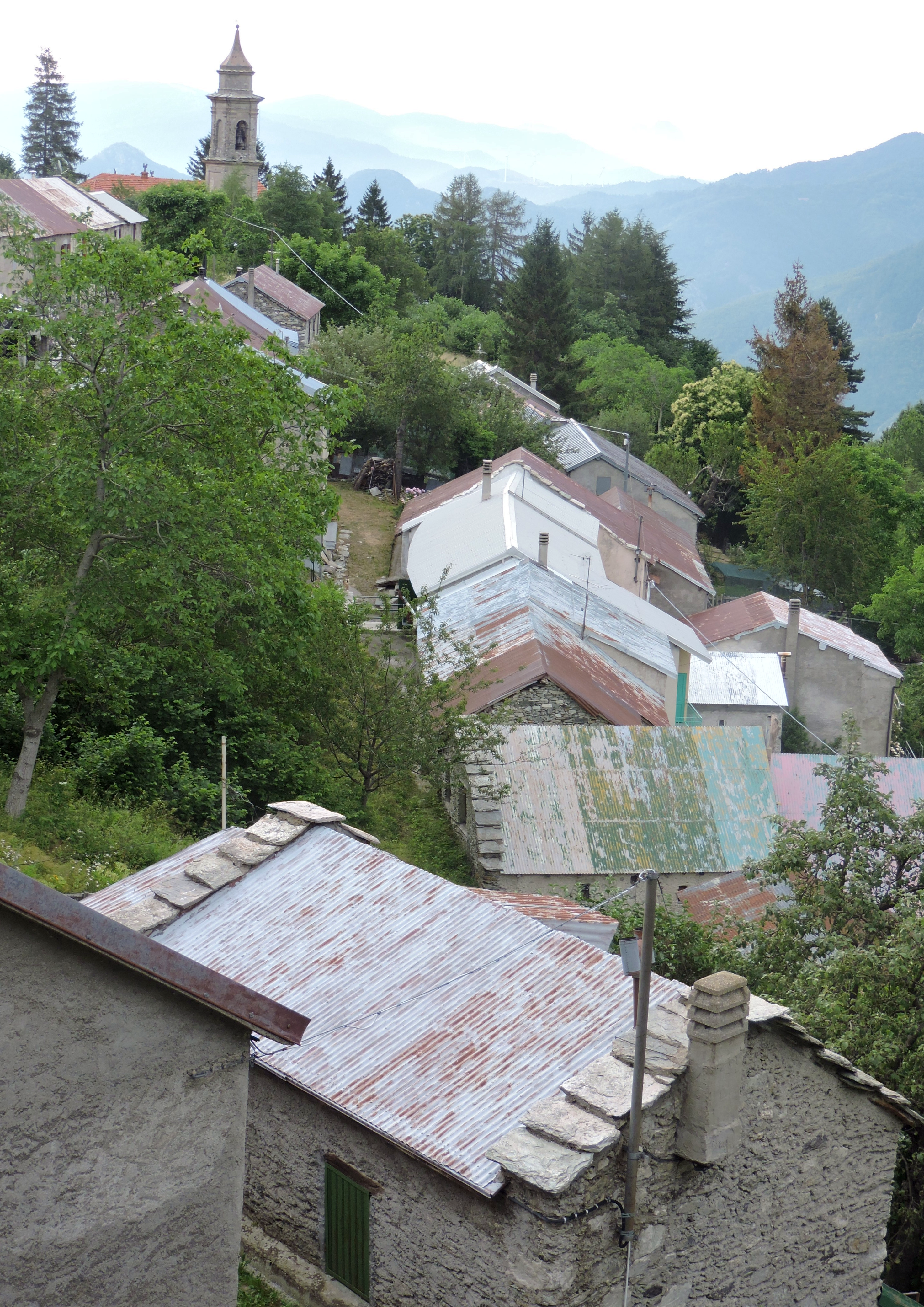
Panorama

La frazione si trova nell'Alta Val Tanaro, in un vallone laterale in sinistra idrografica, ed è composta da diverse località composte da case sparse o unite in piccolissimi gruppi, un tempo dotate di tetto di paglia e oggi, in genere, restaurate e munite di coperture metalliche.

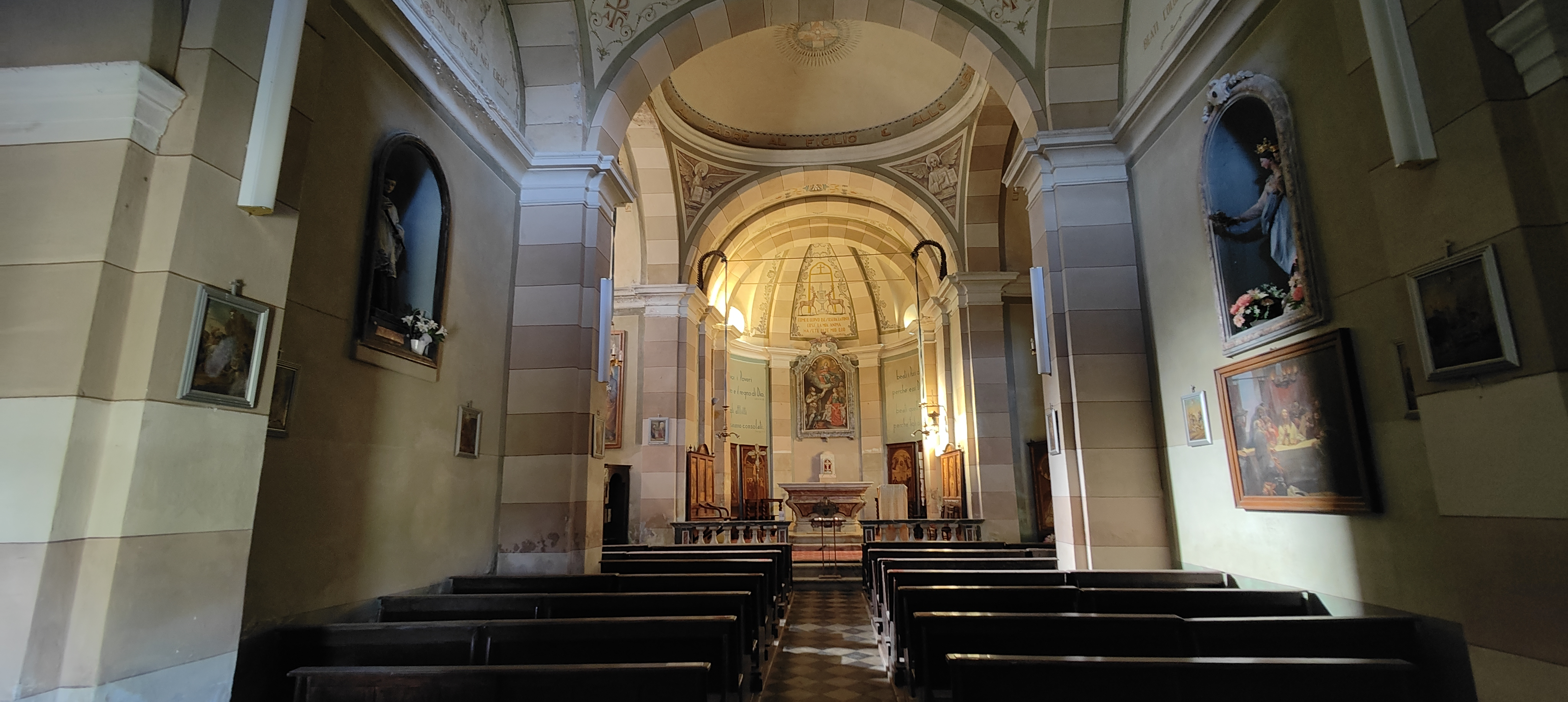
Interno a navata unica della chiesa dedicata a San Ludovico

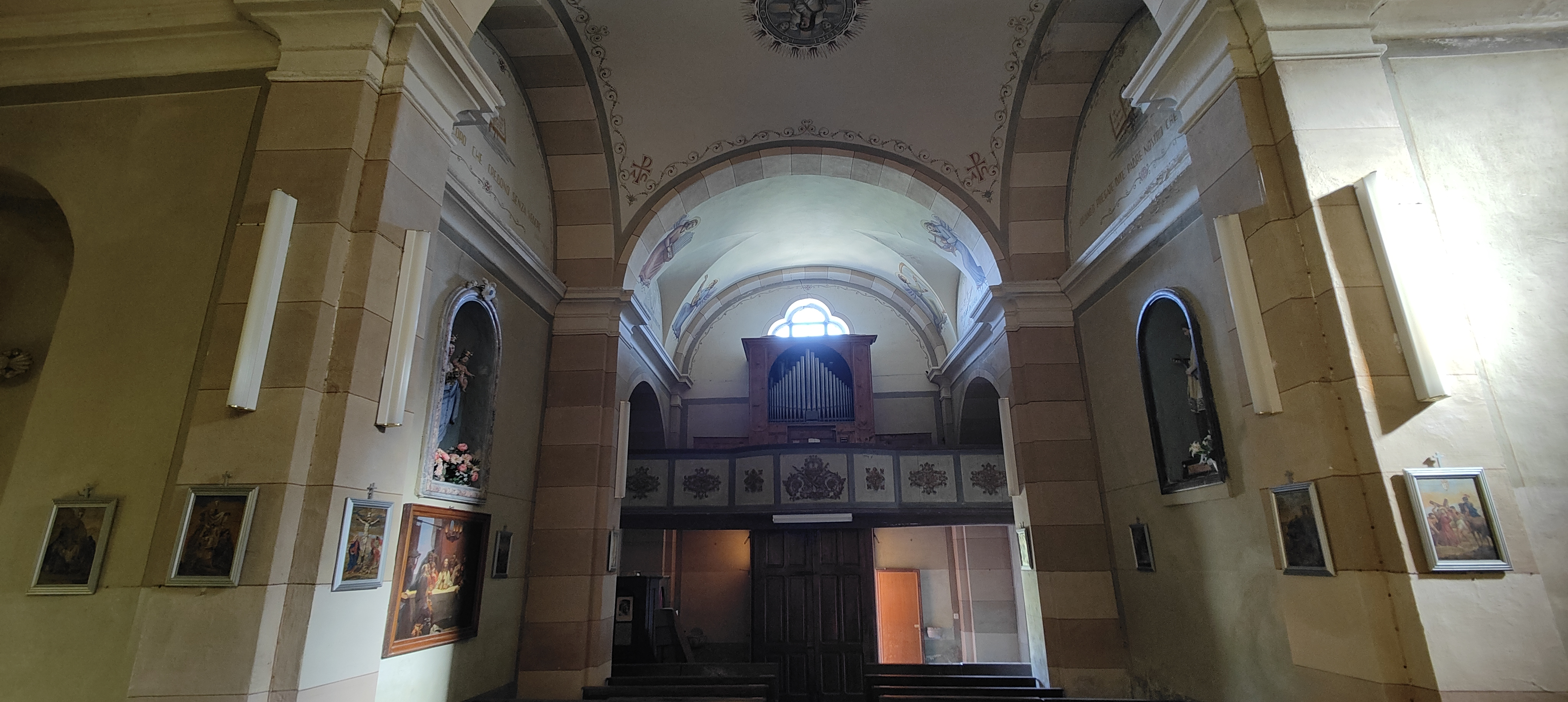
Vista dall'altare: l'organo posto sopra l'ingresso

Il borgo è collegato a Garessio da una stretta strada asfaltata (ancora fino agli anni '60 del secolo scorso era sterrata), alla fine della quale si giunge a uno spiazzo, utilizzato come parcheggio, sovrastato dalla chiesa parrocchiale intitolata a San Ludovico re di Francia (Luigi IX), risalente alla prima metà del 1800 (per quanto si pensa che una cappella fosse presente anche in precedenza) e ampiamente rimaneggiata nella prima metà del Novecento; tuttora consacrata, è officiata e aperta al pubblico solo nella stagione estiva. 

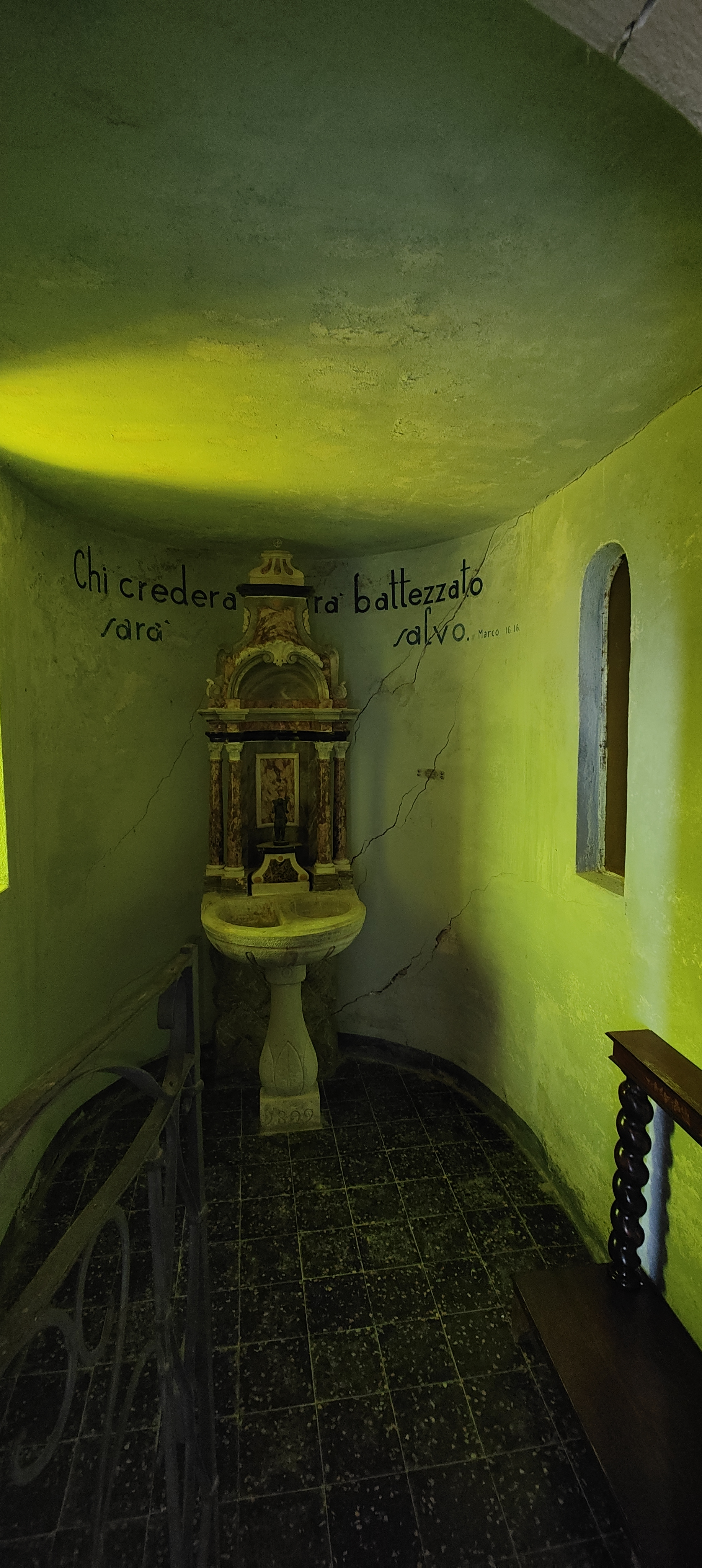
Chiesa parrocchia di San Ludovico: la fonte battesimale

Sulla strada, subito prima della chiesa, si trova un grande edificio. Fu costruito negli anni Sessanta del XX secolo dal parroco tuttofare Don Rossi (1925-2000), che tanto fece per il paese. 

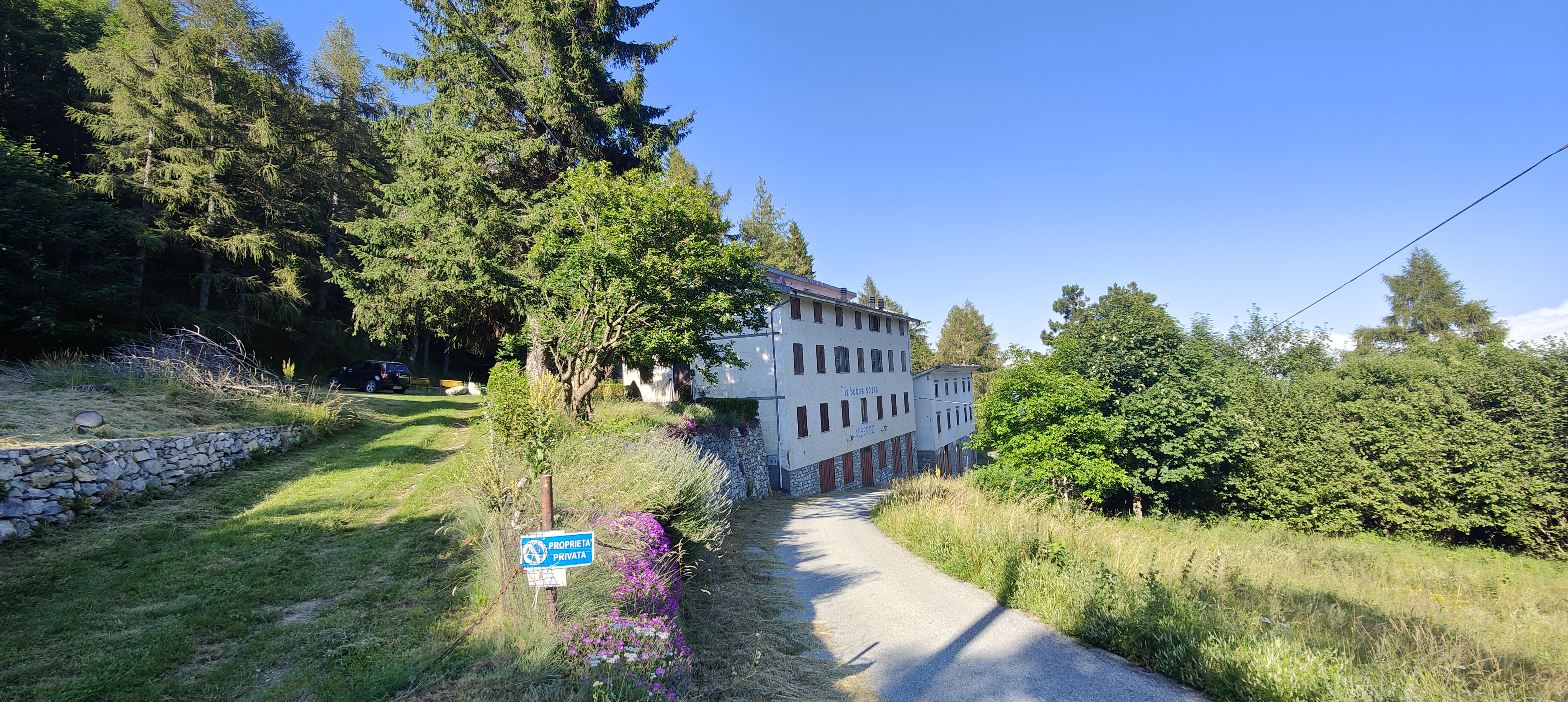
L'ex albergo "la buona Sosta" posto a 1204 metri

Si tratta dell'ex "Albergo La Buona Sosta" che fu dato in gestione a sua sorella a testimonianza del tentativo di avviare il turismo in questa località; purtroppo l'iniziativa non ebbe il successo sperato e negli anni Ottanta la struttura venne chiusa e progressivamente abbandonata, venendo solo recentemente recuperata con la trasformazione delle vecchie camere in alloggi per le vacanze estive. Proseguendo verso monte, la strada si presenta con il fondo cementato fino alla località Mulattieri, dove si trova una casetta interamente in legno uscita dalla celebre matita  del designer nativo di Garessio Giorgetto Giugiaro.

## Turismo
In estate Valdinferno si popola di persone, soprattutto Liguri, che hanno qui la seconda casa; in inverno, invece, la frazione è completamente disabitata dal 2009: in quell'anno, infatti, morì il suo ultimo abitante fisso, Armando Sereno (1921-2009), un reduce della campagna italiana di Russia conosciuto in tutta la valle, che decise di non abbandonare il borgo natio per un voto fatto alla Madonna.
La frazione è meta degli appassionati di sci alpinismo, viste le abbondanti nevicate e il magnifico paesaggio invernale; inoltre il borgo è sovrastato dal Monte Antoroto, dal Monte Grosso e dal Monte Berlino, dove arriva la seggiovia della vicina stazione sciistica di "Garessio 2000", d'estate facilmente raggiungibile con un'escursione che giunge in Valle Casotto passando per il rifugio Savona attraversando pendii dediti ai pascoli e proseguendo sul sentiero per Colla Bassa.

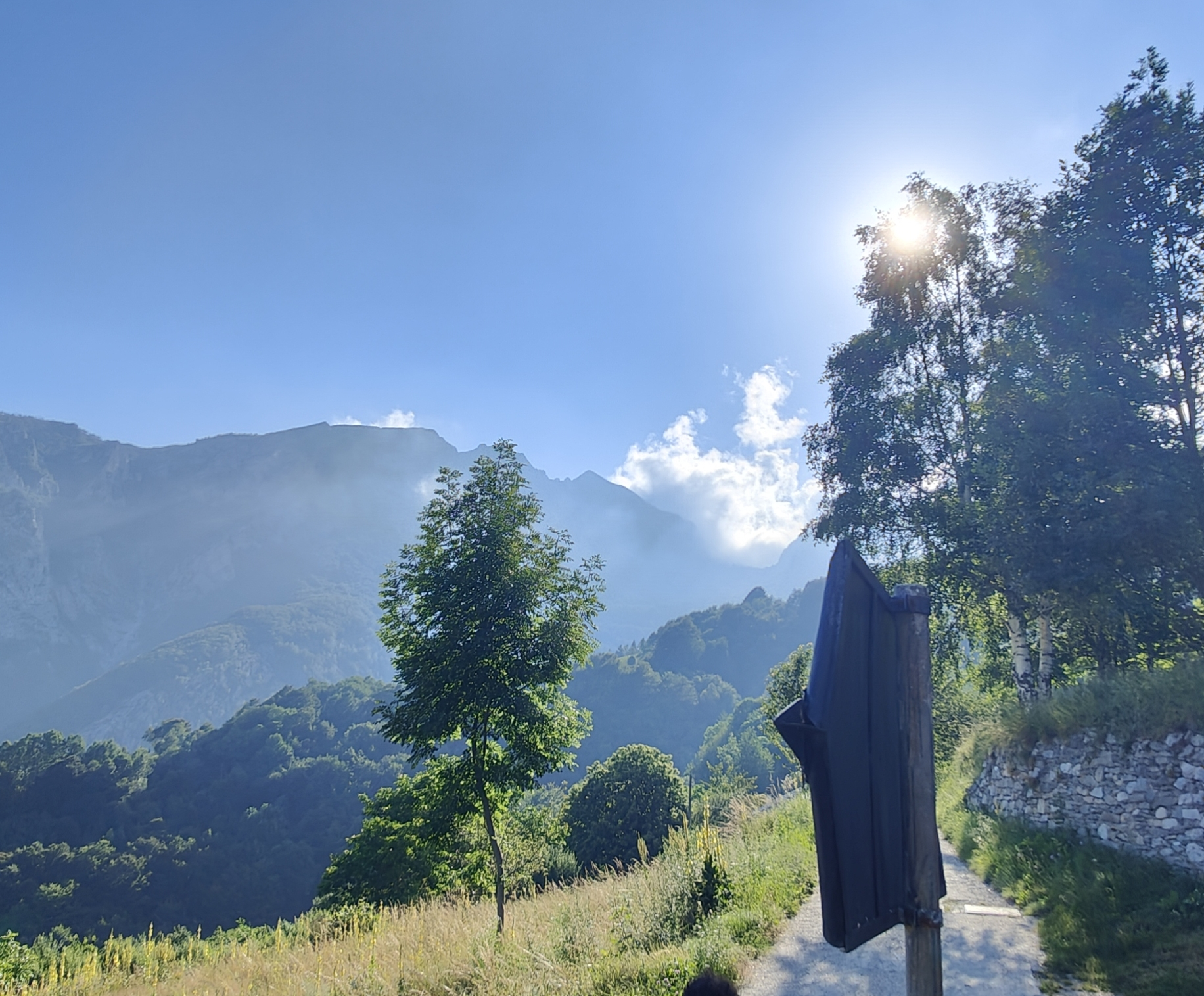
Dopo la chiesa iniziano i percorsi per case Mulattieri (30 min.), per passo della Scaletta (1500 mt.), Eca (1008 mt.); per rifugio Savona (1596 mt., percorso 1 ora), Colla di Casotto, Monte Berlino; per Colla Bassa, monte Antarolo, capanna Manolino